# Руський Витязь (літак)
Руський Витязь, або Гранд (англ. Russky Vityaz, рос. Русский Витязь) — перший у світі багатомоторний літак з рядною компоновкою двигунів, побудований під керівництвом Сікорського. Став прототипом бомбардувальників і транспортних літаків.

## Створення

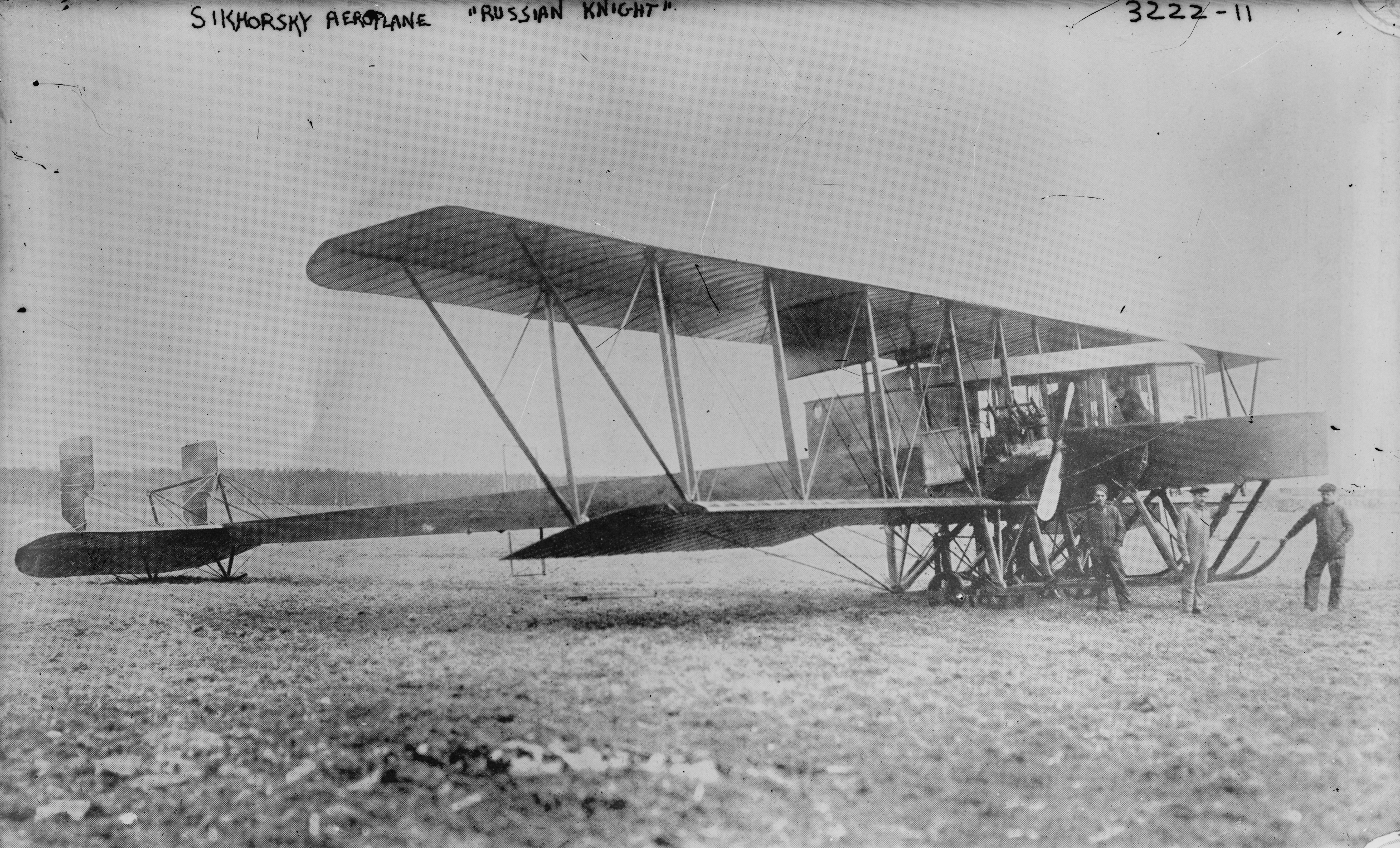
Рання двомоторна модифікація

До листопада 1912 р. вже було зроблено багато. З конструктивних елементів вже були готові величезна коробка крил, частково був готовий фюзеляж, оброблялася велика простора кабіна. Чутки про величезну літаючу машину, що будується Рос-Балтом, вже повзли і в столиці. Більшість, навіть авіаційних, фахівців не вірили в можливість створення літака великих розмірів, і причин тому було багато. Вважалося, наприклад, що підйомна сила крила є результатом відкидання частинок повітря передньою кромкою і збільшення довжини хорди понад деякі прийнятні значення — безглуздо. Тоді ще не знали, що велика частина підйомної сили виходить за рахунок розрідження над верхньою частиною крила, створюваного при обтіканні профільованої несучої поверхні.
Група Сікорського, забувши про все, напружено працювала. Здавалося, не існувало перешкод в рішенні цієї революційної задачі — побудувати великий літак. Окрім проблем створення нових конструктивних елементів, необхідно було створювати пілотажні прилади і інше устаткування, встановлювати їх на літак, проектувати спеціальне шасі, займатися розміщенням оригінальної моторної установки і її елементів. Ентузіасти працювали по 14 годин на добу.
На початку 1913 р. фюзеляж і крила були майже готові і справляли велике враження своїми розмірами. Працівники заводу охрестили літак «Грандом», що означало «великий». Це блискуча назва міцно приклеїлася, і він навіть офіційно став так називатися. У лютому 1913 р. всі частини літака в основному були готові.

## Гранд з тандемною моторною установкою
Загальна збірка «Гранда» проводилася на Комендантському аеродромі і завершилася на початок березня. До середини березня на двомоторному варіанті було виконано декілька пробіжок і навіть короткий підліт. З'ясувалося, що потужності двигунів явно недостатні. Потрібне було ґрунтовне доопрацювання, погода ж часу не залишала. Після дощів стан аеродрому став непридатним для випробовувань. «Гранд» розібрали і перевезли на Корпусний аеродром, який належав військовим і, знаходився в кращому стані. Там були можливості його осушувати, і, крім того, ангари і літакові стоянки охоронялися.
Чотири двигуни «Аргус» по 100 к.с. розташовувалися в тандемних установках на нижньому крилі поблизу фюзеляжу. Це було зроблено на випадок, якщо раптом відмовить один з двигунів, щоб розвертаючий момент був мінімальним. Ефективному напрямному управлінню сприяв довгий фюзеляж. Два керма напряму мали рогову компенсацію. Крім того, вертикальне оперення було зроблене з опукло-увігнутим профілем опуклою стороною до фюзеляжу і у разі відмови якого-небудь двигуна профільний кіль, що обдувається потоком від гвинтів двигунів, що діють, забезпечував компенсуючий момент.
Через відсутність винесення двигунів і довгого фюзеляжу центр маси літака знаходився за коробкою крил, тому горизонтальне оперення було зроблене несучим і значним за розмірами.
Коробка крил «Гранда» — чотирьохстійкова з розтяжками з рояльного дроту, крила — двухлонжеронні тонкого профілю. Лонжерони коробчаті. Зібрані вони були на столярному клеї і латунних шурупах. Нервюри також мали фанерну стінку і соснову полицю. Крила обтягувалися полотном і покривалися аеролаком (емалітом).
Фюзеляж був чотиригранною конструкцією, зробленою з арборіта. Лонжерони фюзеляжу ясеневі. Ширина фюзеляжу в передній частині становила 1,4 м з поступовим зменшенням до 0,6 м в хвості. Висота в носовій і середній частині 0,9 м до хвоста сходила майже до нуля. Фюзеляж був дуже тонким, прогинався і вібрував. Для підвищення жорсткості його довелося підсилити шпренгелями з розтяжками зверху і знизу з 3,5-міліметрового рояльного дроту. Носова частина фюзеляжу утворювала відкритий балкон, за яким йшла закрита засклена кабіна, що виступала над фюзеляжем, завдовжки 5,75 м і заввишки 1,85 м. У кабіні — два сидіння льотчиків, за ними скляна перегородка з дверима в пасажирський салон, позаду якого знаходився умивальник і туалет. У салоні було декілька плетених крісел і столик. Огляд з кабіни прекрасний. Вперше у світі літак мав таку велику закриту пілотську кабіну і пасажирський салон.
Шасі було досить громіздким, зате цілком надійним. Візки із здвоєних коліс кріпилися між полозами на шнурових амортизаторах і системі дротяних розчалок. Керування літаком здвоєне — два штурвали і педалі. Проводка — тросова. Сидіння командира розташовувалося зліва, як це прийнято і тепер, біля нього розміщувалися основна частина приладів і все управління двигунами.

## Перший політ

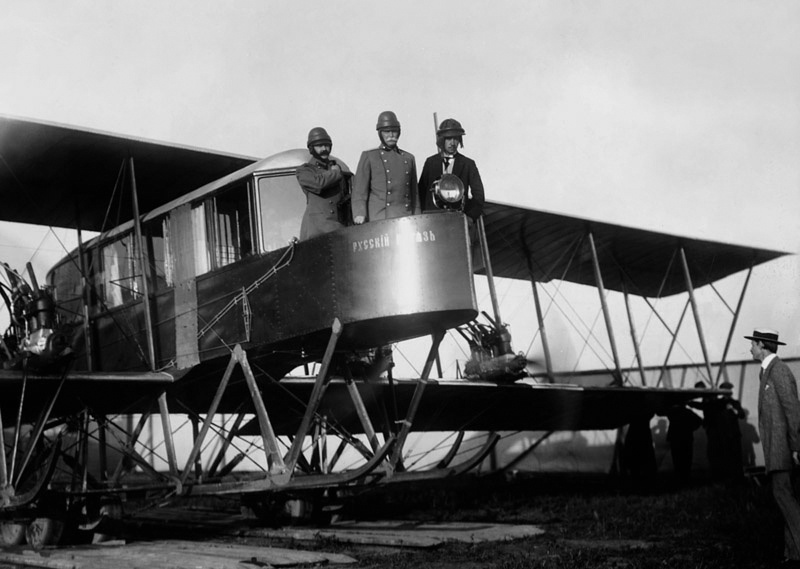
Авіаконструктор Сікорський і генерал-лейтенант Каульбарс на «балконі» Російського Витязя

О десятій годині вечора, 27 квітня 1913 році на Корпусному аеродромі в Санкт-Петербурзі зібрався натовп людей. Всі зустрічали перший зліт нового літака, який вже декілька днів здійснював пробні пробіжки і підльоти, викликаючи захоплення у всіх, що бачили його. Літака, сама можливість створення якого відкидалася багатьма тодішніми фахівцями. Його розміри були величезні. Гігантський коробчастий фюзеляж, закрита кабіна пілота, і просторий «балкон» попереду неї, робили літак несхожим на все, що злітало досі в небо. У десятій годині вечорів незвичайний апарат стояв на краю льотного поля. І в цей день перший у світі важкий багатомоторний літак відірвався від землі.

## Російський Витязь з рядною моторною установкою
Після ряду успішних польотів задні мотори в червні були зняті і поставлені в ряд на нижньому крилі. На ті часи це було дуже сміливе рішення, оскільки побоювалися виникнення завертаючих моментів у разі зупинки моторів з одного боку. Після цієї переробки апарат отримав найменування «Російський Витязь» і вперше зробив політ 23 липня 1913 р. Величезний аероплан приїжджав подивитися імператор Микола II. На жаль, апарат прожив недовго. 11 вересня 1913 р. на Корпусному аеродромі проходив 3-й конкурс військових аеропланів. З апарату «Меллер-2», що пролітав над «Російським Витязем», зірвався мотор і впав на його ліву коробку крил. Після такого сильного пошкодження його вирішили не відновлювати. «Російський Витязь» відіграв величезну роль в розвитку світової авіації. Він послужив прототипом для всіх важких літаків з розташованими в ряд на крилі двигунами.